# 가와고에성

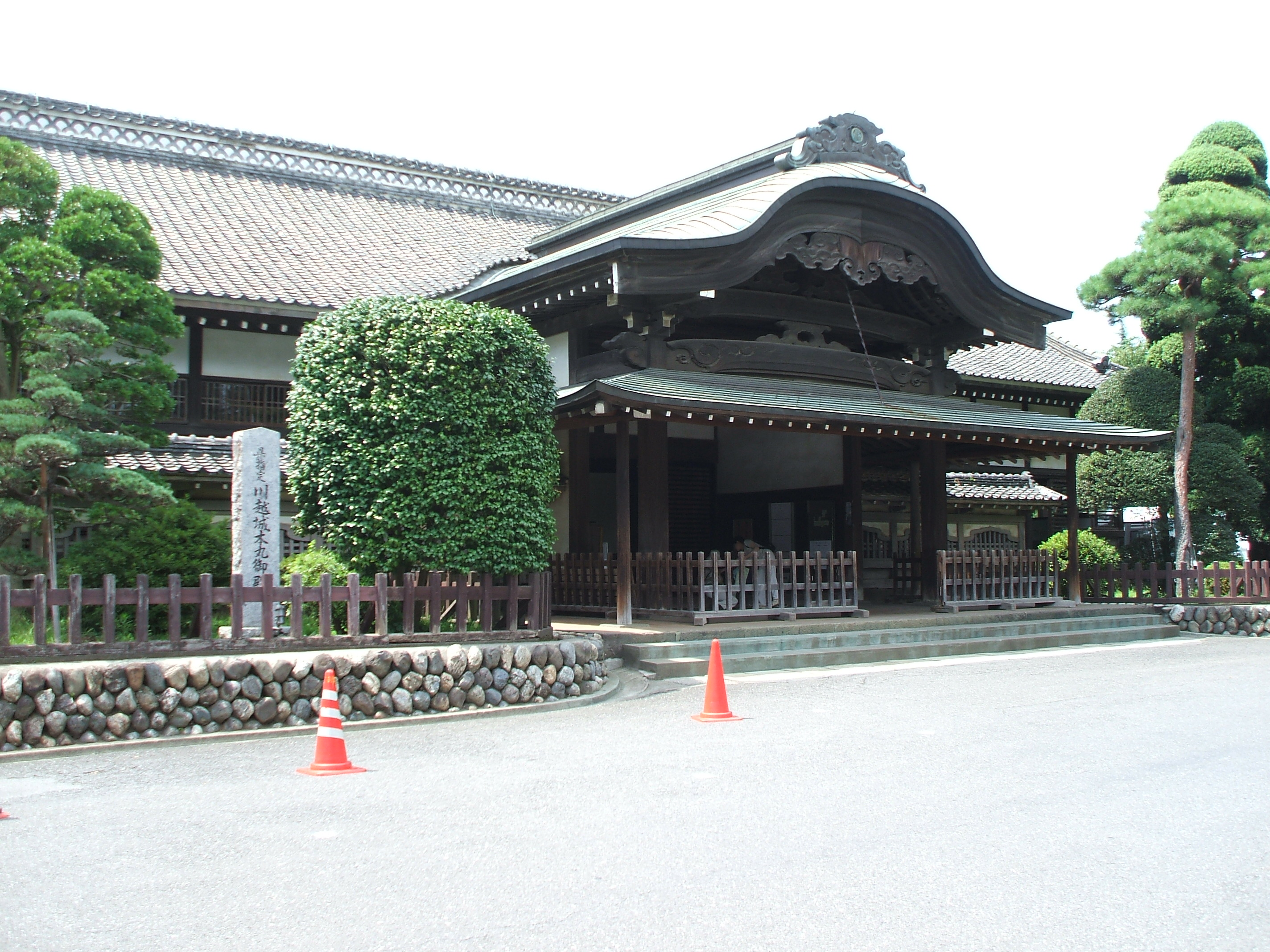
혼마루 어전

가와고에성(일본어: 川越城)은 사이타마현 가와고에시에 있는 평산성이다. 에도 시대에는 가와고에번의 번청이 있었다. 간토 7대 명성 중 한곳이며 하쓰카리 성(初雁城), 기리가쿠레 성(霧隠城)으로도 불린다. 예전 기록에는 가와고에 성(河越城)으로 적혀 있는 경우가 많지았만, 점차 가와고에 성(川越城)으로 변천되어 왔다. 현재 성터는 사이타마 현 지정사적이다.

## 개요
무사시노 대지 북동단에 있는 평산성이다. 현재 1848년 건립된 혼마루 어전의 일부가 현존해 있는 것 외에도 니노마루 터에 가와고에 시립박물관 가와고에 시립미술관이 있다. 또, 사이타마 현 가와고에 고등학교 근처에 후지미 망루 터가 있지만, 현재는 조그마한 사당만 세워져 있다. 근년 후지미 망루와 관련된 도면이 발견되어 복원에 한층 다가섰고, 도면에 따르면 망루는 2층 망루로 보인다. 이는 우쓰노미야 성의 세이메이타이 망루와 같은 역할을 했을 것으로 보인다. 가와고에번의 역대 번주들은 막부에 요직에 있었지만, 이에 관계없이 성은 소소해서 후지미 망루, 아오이 망루, 그리고, 니노마루에 도라 망루뿐이며 천수는 존재하지 않는다.

## 역사
무로마치 시대 ~ 센고쿠 시대
가와고에 성이 있는 간토 지역은 가마쿠라 구보 아시카가 시게우지가 간토 관령 우에스기 노리타다를 모살한 것이 발단이 되어 교토쿠의 난(1455년 ~ 1483년)이 일어난다. 이때 두 우에스기 가문(야마노우치, 오기가야쓰)은 막부측에 가담하여 가마쿠라 구보(후일 고가 구보) 아시카가 가문과 대립하게 된다. 1457년 오기가야쓰 우에스기가의 우에스기 모치토모가 가문의 가신 오타 미치자네, 오타 도칸 부자에 명해 이와쓰키 성, 에도 성, 가와고에 성을 쌓고 고가 구보 아시카가 시게우지를 경계했다. 성은〈도칸카가리〉로 불리는 방법에 의해 지어졌다고 한다. 단, 이와쓰키 성의 축성에 관해서는 다른 설도 있다.
난이 종식된 후, 두 우에스기 가문이 대립하였고, 이 틈을 타고 간토로 고호조 가문이 진출해 온다. 1537년 오기가야쓰 우에스기가의 당주 우에스기 도모오키가 죽고, 어린 우에스기 도모사다가 후계를 잊자, 이 틈을 노려 호조 우지쓰나가 가와고에 성을 탈취한다. 그리고, 성은 호조 쓰나시게에 주어 관리하게 하였다. 1545년 간토에서 고호조 가문을 축출하기 위해 두 우에스기 가문 및 고가 구보 아시카가 가문이 연합하여 가와고에 성을 포위하였다. 이 연합군의 군세는 8만에 달했다고 한다. 1546년 호조 우지야스가 가와고에 성을 구원하기 위해 직접 군을 이끌고 연합군을 기습공격했으며, 이 가와고에 성 전투에서 승리하여 성을 지킬 수 있었고, 사실상 무사시 국은 고호조 가문이 장악했다. 그 후, 성은 고호조 가문의 가신 다이도지 마사시게가 성을 관리하였고, 성은 확장 개축되었다.
아즈치모모야마 시대 ~ 에도 시대
1590년 도요토미 히데요시의 오다와라 정벌 때, 마에다 도시이에의 군세에 공격받아 함락되었다. 도쿠가와 이에야스가 히데요시의 명으로 간토로 이봉된 후, 이에야스는 자신의 가신 사카이 시게타다에 가와고에 1만석을 주었다. 1601년 시게타다가 고즈케국 마에바시 번으로 전봉된 후, 8년 후인 1609년 시게타다의 동생 다다토시가 스루가국 다나카번에서 가와고에 번으로 이봉되어 입성한다. 이후, 홋타 가문(1635년 ~ 1638년), 나가사와·오코치 마쓰다이라 가문(1639년 ~ 1694년), 야나기사와 가문(1694년 ~ 1704년), 아키모토 가문(1704년 ~ 1767년), 에치젠 마쓰다이라 가문(1767년 ~ 1867년), 마쓰이 마쓰다이라 가문(1867년 ~ 1871년)이 성주로 역임한 신판, 후다이 다이묘의 거성이었다. 도합 7가문 21명이 성주로 역임했다.
그중 1639년 시마바라의 난을 진압한 공로로 무사시국 오시 번에서 가와고에 번으로 이봉된 마쓰다이라 노부쓰나 때에 오면, 성 주변의 마을과 하천의 치수 및 농업을 진흥해 번의 기초를 다지게 된다. 성하 마을은 에도와 비슷하다하여〈소 에도〉로 불린다. 성은 1653년 확장공사를 하여 간분 연간(1661년 ~ 1672년) 무렵 마무리 되었다고 한다. 1846년 니노마루의 어전이 소실되어 1848년 마쓰다이라 나리쓰네 대에 비어있던 혼마루에 어전을 지었다. 아울러 혼마루 어전은 고치성 외에는 남아 있는 곳이 드문 귀중한 유산이라 하겠다.
메이지 시대 이후
- 1870년(메이지 3년) 무렵 가와고에 성의 건조물 등이 파각된다.
- 1924년(다이쇼 13년) 가와고에 성터가 사이타마현 사적에 지정된다.
- 1967년(쇼와 42년) 혼마루 어전이 사이타마 현 유형문화재로 지정된다.
- 2006년(헤세 18년) 4월 6일 일본 100대 명성에 선정된다.
- 2008년(헤세 20년) 10월부터 2011년 3월까지 혼마루 어전의 보수공사가 이루어졌다.

## 남아있는 건조물
현재 성터의 대부분은 시가지로 되어있어 옛 모습을 상상하기 어렵지만, 오히로마를 포함한 혼마루 어전 일부가 현존해 있고, 이는 여타 성에서 보기 힘든 것이다. 아쉽지만, 이에 가치가 있다하겠다. 혼마루 어전은 1848년 마쓰다이라 나리쓰네 대에 건립된 것으로 당시 16개동, 약 3,388m2 규모였다. 19세기 후반 건물이 해체되어 전제 남아있는 부분이 현관 및 오히로마 부분과 가로 쓰메쇼(家老詰所)뿐이지만, 혼마루 어전의 오히로마는 고치성 이외에는 존재하지 않은 귀중한 유산이다. 현관과 오히로마 부분은 이루마 현청사, 이루마 군 공회소, 연초전매국 요도하시 지국 가와코에분 공장으로 전용되었고, 1933년에는 가와고에 무도장려회의 수련도장이 된다. 또, 명칭도 하쓰카리 무덕전으로 변경되었다. 태평양 전쟁 후에는 가와고에 시립 제2 중학교(현재 하쓰카리 중학교)의 교사와 실내운동장으로 사용되었지만, 1967년 현 지정 유형문화제가 되어 현재에 이르고 있다. 가로 쓰메쇼는 해체 후 후지미노시의 민가에 이축되어 있던 것을 1988년 원자리로 다시금 이축해 현재에 이르고 있다. 1991년 현 지정 유형문화재로 추가 지정되었다.
또, 성루가 일부 현존해 있으며, 가와고에 시내 나리타산카와고에 별원과, 가조시의 무예관, 히가시마쓰야마시의 민가에 성문 3개동이 이축되어 있다. 이는 시립박물관에서 발행한 자료를 통해 알 수 있다. 단, 가조 시에 이축된 문은 해체되어 현존하지 않다. 히가시마쓰야마 시에 이축된 문은 성의 안쪽에 있었던 문으로 2층의 나가야로 된 문이라고 한다. 길이는 24칸, 폭은 3칸 반으로 되어있으며, 문 부위는 2칸 반의 규모이다. 또, 가와고에 시립박물관에는 가와고에 성에서 온 것이라는 문이 보존되어 있지만, 일반에 공개를 하지 않고 있다.
성 근처에는 에도 시대의 승려 덴카이의 기타인이 있다. 덴카이는 막부의 수장 1대 ~ 3대 쇼군을 보좌한 인물로 영향력이 컸다. 1638년 화재로 기타인이 소실되자, 에도 성의 건물 일부가 기타인으로 이축되었다. 그중에는 3대 쇼군 도쿠가와 이에미쓰가 태어났다는 방 및 그의 유모 가스가노 쓰보네가 머물던 방도 속해 있다. 이는 에도 시대 초기 건축양식(기타인)과 말기의 건축양식(혼마루 어전)을 비교할 수 있는 귀중한 유산이다. 아울러 기타인은 가와고에 성의 외성의 역할을 하기도 했다.

## 민속자료

### 전승

#### 첫 기러기의 삼나무
성안에 위치한 미요시노 신사에 큰 삼나무가 있다. 옛날 신사 주변 마을에 북쪽 지방에서 첫 기러기(初雁)가 이 지역에 머물렀으며, 남쪽 지방으로 날아갈 때 어김없이 신사의 삼나무 주변을 맴돌면서 3번 울었다고 한다. 이런 연유로 가와고에 성은 하쓰카리 성(初雁城)으로도 불린다.

#### 안개가 깔린 우물
옛날 전쟁이 있을 때면 덮여 있던 우물의 뚜껑을 열었고, 이 우물에서 안개(霧)라 피어 올라 성안을 덮었다고 한다. 이 안개 때문에 적병의 눈에서 벗어났다고 한다. 이 우물은 현재 농업센터 앞에 있다. 이런 연유로 가와고에 성은 기리가쿠레 성(霧隠城)으로도 불린다.

#### 산제물이 된 아이
가와고에 성을 짓고 있을 때, 습지에 성을 조성한 까닭에 좀처럼 일이 진척되지 않자, 이는 용왕신의 분노때문으로 여겨 산제물이 될 아이를 수소문했다. 이 고심을 알게 된 오타 도칸의 딸이 자원해 산제물이 되어 늪에 빠졌다.

#### 반잎의 갈대
현재 우키시마 이나리 신사 부근은 옛날에는 습지였다. 옛날 성이 함락될 때, 전란을 피해 유모와 함께 도피하던 영주의 딸이 저습지에서 그만 물에 빠지고 만다. 물론 유모가 필사적으로 그녀를 구하려고 하지만 손슬 방법이 없었다. 이후, 갈대의 잎은 한쪽만 나온채 자랐다고 한다. 이유는 그녀가 물속으로 나와 갈대의 잎 한쪽을 잡고 나오던 찰라 다시 물속으로 가라앉았기 때문이라고 한다.

#### 요나 강의 자갈 공양
가와고에 성주인 젊은 무사가 매사냥을 하다, 강 근처에서 지나던 농민의 딸 요네에 반해 결혼을 한다. 그 후, 농민의 딸이 실수로 소중한 그릇을 깼고, 이를 못 마땅히 여긴 무사의 어머니가 그녀를 괄시하며 구박을 한다. 이에 그녀는 친정으로 돌아가 작은 강가에서 무사를 기다린다. 하지만, 무사를 만날 수 없자, 강에 몸을 던져 죽었고, 이를 안 젊은 무사는 탄식하며 강에 자갈을 던졌다. 이를 아는 듯 자갈을 던졌던 곳에서 기포가 나와 응답을 했다. 이후 이 강은 요나 강으로 불렸다.

#### 천신이 발을 씻었던 우물 물
오타 도칸이 성의 해자에 채울 물을 궁리하고 있을 때, 삼나무 근처에서 우물 물로 발을 씻는 노인을 만났고, 그 노인이 해자에 채울 물이 있는 곳을 알려주었다. 이로써 성은 무사히 완공되었다. 도칸은 그 노인이 천신(天神)으로 생각하고 삼나무 근처의 우물 물을 덴신미타라시의 세이스이(天神洗足の井水:천신세족의 우물 물)로 명명하고 신성시하였다.

#### 성안의 편자 소리
에도 시대 초기 성주인 사카이 시게타다가 밤마다 활소리와 말의 편자소리에 잠을 설치곤 하였다. 이에 그 원인을 찾고자 성내를 수색한 끝에 창고에 있던 한쌍의 병풍을 발견한다. 이 병풍은 호리카와요치(堀川夜討)의 전란을 그린 것이었고, 이 때문에 잠을 설쳤다고 생각한 시게타다는 한쌍의 병풍중 한쪽을 근처 사찰 요주인(養寿院)에 봉납한다. 이후 시게타다는 숙면을 취할 수 있었다고 한다. 현재 요주인에 이때 기신한 병풍이 소장되어 있다.

## 관광

#### 교통편
- JR 동일본 가와고에역 및 세이부 철도 혼카와고에 역에서 하차
  - 도부 버스〈아게오역 서쪽출구〉,〈사이타마 의대〉,〈가와고에 운동공원〉행으로 환승해 〈시청앞〉에서 하차. 버스로 10분, 도보로 5분.
  - 이글 버스〈소 에도 순환버스〉로 환승해〈혼마루 어전〉에서 하차. 버스로 15분.

#### 주변 문화시설 및 관광명소
- 가와고에 시립박물관
- 기타인 - 덴카이가 주지였던 천태종 사찰
- 도키노 가네 - 사카이 다다카쓰가 세운 종루
- 렌게이지 - 다이도지 마사시게가 개원한 정토종 사찰
- 미요시노 신사 - 가와고에 성내에 위치
- 센바 동조궁 - 도쿠가와 이에야스를 모신 사당
- 히카와 신사

#### 주소지
- 사이타마현 가와고에시 구루와 정 2-13-1

## 같이 보기
- 가와고에 성 전투
- 가와고에번
- 기타인
- 마쓰다이라 노부쓰나
- 오타 도칸
- 간토 7대 명성
  - 가나야마성
  - 가라사와 산성
  - 가와고에 성
  - 마에바시 성
  - 오시성
  - 오타 성
  - 우쓰노미야 성